# Альварадо, Даниэль
Де́ннис Даниэ́ль Альвара́до Мори́льо (исп. Dennis Daniel Alvarado Morillo; 12 августа 1949, Маракайбо, Сулия — 8 июля 2020) — венесуэльский актёр, певец. Российскому зрителю наиболее известен благодаря работам в теленовеллах «Реванш» и «Самая красивая (Беллисима)».

## Биография
Родился 12 августа 1949 года в Маракайбо (штат Сулия) в многодетной семье из 9 детей (Даниэль самый младший).
Начал свою карьеру как певец-gaitero (gaita — музыкальный стиль распространённый в Сулии), прославился своей интерпретацией темы «Negrito Fullero», которая ныне ассоциируется именно с ним, а Negrito Fullero стало прозвищем актёра. С раннего детства двумя главными увлечениями Альварадо стали музыка и театр. В 8 лет он сколотил свою первую музыкальную группу, а чуть позже дебютировал как актёр в театральной постановке для детей. В Маракайбо окончил Школу Драматического Искусства, а в возрасте 20 лет перебрался в Каракас. Первое время выступал как вокалист в составе нескольких музыкальных групп («Los caracuchos» и др.). В середине 1970-х годов начал работать в театре «Ateneo de Caracas», тогда же дебютировал на телевидении. Всего на счету Альварадо около 100 теленовелл и около 30 полнометражных художественных фильмов, поэтому его с полным основанием можно назвать одним самых снимаемых ТВ и киноактёров Венесуэлы. Обладатель нескольких телепремий (в том числе как актёр второго плана за роль Рейнальдо в теленовелле «Реванш»).
Являлся многодетным отцом (у него 7 детей от трёх браков). В 1978—1994 годах был женат на актрисе Кармен Хулии Альварес (род. 1952); от брака двое детей — сын Даниэль Карлос и дочь Даниэла дель Кармен Альварадо Альварес (род. 1981), которая пошла по стопам родителей выбрав актёрскую профессию. В 1989 году Даниэль Альварадо (роль — Рейнальдо Мальдонадо) и Кармен Хулия Альварес (роль — Элисенда Эрриарти де Мальдонадо) работали на одной съёмочной площадке в телесериале «Реванш», сыграв пасынка и мачеху. На тот момент актёры уже состояли в законном браке 10 лет. В сериале также принимала участие их дочь Даниэла Альварадо (роль — Габи).
С 1998 года был женат на актрисе и бывшей модели Эмме Раббе (род. 1969); в браке трое детей — сыновья Даниэль Алехандро (род. 1999), Диего Хосе (род. 2001) и Кэлвин Даниэл (род. 2007).
Трагически погиб 8 июля 2020 года в результате падения с лестницы в своём доме .

## Фильмография
- 1973 «Крёстные отцы / Los Padrinos» (производство — Аргентина)
- 1978 «Зверь / La Fiera» — Димас
- 1984 «Рак II / Cangrejo II»
- 1984 «Хозяйка / La Dueña» — Маурисио Лофриего
- 1986 «Женщина с женщиной / De mujer a mujer» — Елой (производство — Венесуэла, Колумбия)
- 1986 «Восточная ночь / Una noche oriental» — Пирелья
- 1987 «Герои ада / Eroi dell’inferno» — Майор (производство — Италия)
- 1987 «Маку, жена полицейского / Macu, la mujer del policia»
- 1988 «Альба Марина / Alba Marina» — Нельсон Уртадо
- 1988 «Секрет / El secreto» — Дуран Леон
- 1988 «С сердцем в руке / Con el corazón en la mano» (производство — Венесуэла, Колумбия)
- 1988 «Обязательство / El compromiso» — Весино Гай
- 1989 «Реванш / La Revancha» — Рейнальдо Мальдонадо
- 1990 «Выстрел в куст / Disparen a matar» — Кастро Гил (производство — Венесуэла, Куба, Испания)
- 1990 «Необыкновенное приключение моего самого обычного папы / L’aventure extraordinaire d’un papa peu ordinaire / Extraordinaria aventura de mi papa más común» (производство — Франция, Венесуэла)
- 1991 «Чёрная река / Río Negro / La rivière Noire» — Осунья (производство — Венесуэла, Куба, Испания, Франция)
- 1991—1992 «Самая красивая / Bellisima» — Артуро по прозвищу «Индеец»
- 1992 «Центральная бригада II: Война белых / Brigada central II: La guerra blanca / Équipe centrale II: Le blanc guerre» — Гарсия (производство — Испания, Франция)
- 1993 «Росанхелика / Rosangelica» — Хоэль Крус
- 1994 «Обнажённая с апельсинами / Desnudo con naranjas»
- 1994 «Опасная / Peligrosa» — Гавилан
- 1994 «Любовь и мрак / Of love and shadows / Amor y penumbra» (производство — США, Аргентина)
- 1995—1996 «Грешная любовь / Pecado de amor»
- 1996 «Отпущение грехов / El Perdon de los pecados» — Мартинес
- 1998 «Саманта / Samantha» — Аркадио Мауте Гуанипа
- 1999 «Настоящая женщина / Toda mujer» — Нестор Кордидо
- 2000—2001 «Любовники полной Луны / Amantes de Luna Llena» — Тони Кальканьо
- 2001 «Война женщин / Guerra de mujeres» — Хуан Мануэль Бони
- 2001 «Моя бывшая жена / Antiqua vida mia» — радиокомментатор (производство — Аргентина, Испания)
- 2002 «Мамбо и Канела / Mambo y Canela» — Кико Леон Магальянес
- 2002—2003 «Моя прекрасная толстушка / Mi Gorda bella» — Хосе Мануэль Севилья
- 2003—2004 «Богатая штучка (Красотка) / Cosita rica» — Лисандро Фонсека
- 2004—2005 «Женщина в брюках / Mujer con pantalones» — Педро Пабло Торреальба
- 2006 «На крыльях любви / Por Todo lo alto» — Бьенвенидо Алегриа
- 2007 «Моя кузина Суела / Mi Prima Ciela» — Альберто Самбрано
- 2009 «Улица Луны, улица Солнца / Calle Luna, Calle Sol» — Хуан Хосе Перес
- 2011 «Девочка Маракайбо / La Niña de Maracaibo» — Гамеро & Франсиско
- 2012 «Сладко и горько / Dulce Amargo» — Бенито Монтилья
- 2014  «Девственница с улицы/La Virgen de la Calle» — Эрнесто Молина